# ليونيل هافن
ليونيل هافن (بالإنجليزية: Lionel Haven)‏ هو لاعب كرة قدم باهاماسي، ولد في 30 ديسمبر 1965.

## وصلات خارجية
- ليونيل هافن على موقع قاعدة بيانات كرة القدم.إي يو (الإنجليزية)
- ليونيل هافن على موقع ناشيونال فوتبول تيمز (الإنجليزية)